# タヴェルニー空軍基地
座標: 北緯49度02分02秒 東経2度13分15秒 / 北緯49.033943度 東経2.220966度
タヴェルニー第921空軍基地（フランス語：Base aérienne 921 Taverny）は、フランス共和国イル＝ド＝フランス地域圏ヴァル＝ドワーズ県タヴェルニーとベッサンクール（fr:Bessancourt）にまたがる一帯に所在するフランス空軍の基地。パリの北西20キロメートルに位置し核攻撃に耐えうるフランス空軍の地下司令部として建設された。
2008年7月にフランソワ・フィヨン首相は軍近代化計画を発表し、2011年に第921空軍基地の閉鎖が予定されている。

## 歴史
1815年、石膏採石場の商業開発が開始される。第二次世界大戦中の1941年から1944年の間はドイツ軍がトンネルの一部を改良しパリの南にあったSFKボールベアリング工場が移設されている。ドイツ軍は撤退前に地下工場を破壊している。1946年にフランス空軍が資材庫として利用を開始する。
1957年に防空作戦センター（CODA）が開設される。1961年に防空部隊航空司令部（CAFDA）と領空防衛（DAT）参謀部が創設される。これらの機関は1994年に解散され航空作戦防空センター（CDAOA）と航空作戦指揮センター（CCOA）に代替されている。1963年に第2空軍管区に接続される第921空軍基地が創設される。同時期に戦略空軍司令部も創設される。1967年に戦略軍作戦センター（COFAS）が地下に設置される。1988年、第921空軍基地に洗礼名「マエ兄弟（Frères Mahé）」が与えられる。これは基地からの命令で殉職した3人兄弟に敬意を表したものであった。
1992年に特殊作戦司令部（COS）が設立される。2000年に北部航空管区と接続される。2006年に特殊作戦司令部がヴィラクブレー空軍基地に移転し、翌2007年には航空作戦指揮センターがリヨン＝モン・ヴェルダン空軍基地に、同時期に航空作戦防空センターはパリ空軍基地の航空情報センター（CRA）と統合されメス＝フレスカティ空軍基地に移転している。

## 基地施設
タヴェルニー基地は約15ヘクタールの面積を持つ三層構造となっている。
- 第一層はモンモランシー森の下にあった石膏採石場跡地を利用したフランス空軍用の恒久的地下指揮施設。
- 第二層は地表面にあり地下司令部の支援施設が設けられている。
- 第三層は丘の頂で防護された軍事通信設備がある。

基地には滑走路はなく、ヘリポートが1つあるのみである。施設の殆どは70から80フィートほど掘りこまれた旧石膏採石場の跡地にあり、基地の外周は有刺鉄線が三重に備えられている。石膏の溶解については地質学的に監視して対処している。
基地内部は自己完結している。道路を巡らし郵便局、理髪店、診療所、憲兵隊、消防隊、ソーシャルワーカー、2つのレストラン、バー、球技施設、映画館、スポーツ施設、ビデオ図書館、修繕、整備、牧師の他に地下に礼拝堂が設けられている。更に、基地内新聞である「ラレリョン（L'Alérion）」が発行されている。
基地警備については基本的に可視および不可視の手段を用いて実施され、要員の永久的番号登録、出入バッジ、監視カメラ、警備犬と操作手、コマンドー中隊の小銃手によって実施されている。
核兵器の攻撃に対抗するため岩盤の厚さによって自然に守られており、更に20箇所は厚いコンクリート壁で補強されている。全ての不測事態に備えるために代替施設がリヨン＝モン・ヴェルダン空軍基地に設けられている。
核生物化学および放射線の脅威から防護するための条件を備えるため基地は完全自律的に活動できるようになっている。地下センターは独立した換気ダクトを有し各種フィルターによって綿密に保護され蒸気や粉塵を除去し古い空気を排出している。他には自家発電施設や浄水施設もあり必需品や水を保存している。
地上施設については電磁パルスに対する保護機能を有しており、参謀本部が情報処理通信センター（CTT）をタヴェルニー基地に置いている理由となっている。設置工事は1987年に開始され1993年に終了している。この際に基地内には2000平方メートル規模のヨーロッパ最大級のファラデーケージが建設されている。

## フランス核抑止力の中核基地
第921空軍基地は以下の機関を備えていた。
- 戦略空軍司令部（CFAS）
- 航空作戦準備分析シミュレーション・センター（CASPOA）
- 軍事航空交通局（DirCAM）
- 外部作戦気象センター（CMOE）

戦略空軍は現在のフランスにおける核抑止力の二本の柱の一つで、戦略空軍司令部は核抑止力のうち航空戦力について運用している。隷下にはミサイル投射プラットフォームであるダッソー ミラージュ2000N戦略爆撃機を装備する3個飛行隊、ASMP核搭載巡航ミサイルそしてC 135 FR空中給油機を指揮下におさめている。戦略空軍はフランスの抑止力があらゆる状況に則し、信頼のおける国家抑止システムを維持するため多様性と柔軟性を提供している。
航空作戦準備分析シミュレーション・センターは航空作戦の指揮を遂行する要員を準備するために不可欠な要素となっている。航空作戦防空センター（CDAOA）は空軍のみならず陸軍、海軍や外国軍兵士の為に様々な訓練課程を提供している。
軍事航空交通局は空中における法規を適用し、空中戦訓練に最適化された状況を作り出すことを任務とし、また欧州連合の必須要件と一致させるため国防当局によるATMサービスによる監視を実施する。軍の任務遂行に必須のあらゆる種類の伝達手段を用いて航空情報を国防単位に交付する。